# Order Smoka Annamu
Order Smoka Annamu (fr. Ordre du Dragon d'Annam) – odznaczenie ustanowione w 1886 w Cesarstwie Wietnamu, znajdującym się od 1848 pod protektoratem francuskim. W latach 1896–1950 nadawany jako francuski order kolonialny oraz odznaczenie przyznawane przez cesarza.

## Historia

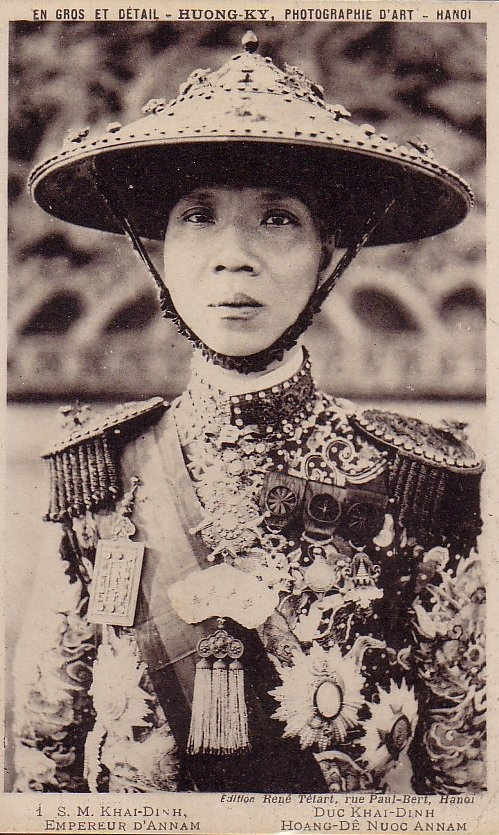
Cesarz Khải Định z gwiazdą Orderu Smoka Annamu (najbliżej środka piersi).

Order ustanowił 14 marca 1886 cesarz Đồng Khánh, władca Wietnamu, jednej z części Indochin Francuskich pod protektoratem Francji. Order został wcielony w szereg francuskich odznaczeń kolonialnych dekretem z 12 września 1896. Administracją orderu zajmowała się Kancelaria Legii Honorowej, a każdy prezydent Francji był z urzędu uprawniony do noszenia jego najwyższej klasy – Wielkiego Krzyża, podobnie jak od 1917 każdy cesarz wietnamski. Dekretem prezydenta Vincenta Auriola z 1 września 1950 order został zniesiony, a w Państwie Wietnamskim zastąpił go Order Narodowy Wietnamu.

## Podział na klasy i baretki
| Klasy     | Nazwa polska  | Nazwa francuska | Baretka francuska |
| I klasa   | Krzyż Wielki  | Grand-croix     |                   |
| II klasa  | Wielki Oficer | Grand officier  |                   |
| III klasa | Komandor      | Commandeur      |                   |
| IV klasa  | Oficer        | Officier        |                   |
| V klasa   | Kawaler       | Chevalier       |                   |

## Wygląd
Odznaka orderowa miała kształt złotej ośmioramiennej gwiazdy. Wewnątrz znajdował się owalny medalion z błękitnym godłem z napisami w języku wietnamskim, które otoczone były czerwonym pierścieniem ze złotymi krawędziami. Odznaka mocowana była do wstęgi za pomocą zawieszki w kształcie korony zwieńczonej emaliowanym na zielono smokiem. Gwiazda orderowa miała medalion identyczny z tym znajdującym się na odznace, położony na emaliowanego na zielono smoka, a całość umieszczoną na wierzchu 16-promiennej gwiazdy. Wstęga orderowa była zielona z szerokimi pomarańczowymi paskami wzdłuż obu krawędzi w wersji nadawanej przez Francuzów, a czerwona z szerokimi żółtymi paskami wzdłuż obu brzegów w wersji wietnamskiej nadawanej przez cesarza.